# Tulovo
Tulovo (cyr. Тулово) – wieś w Serbii, w okręgu jablanickim, w mieście Leskovac. W 2011 roku liczyła 697 mieszkańców.